# Lawrence Anthony
Lawrence Anthony (Johannesburg, 17 de septiembre de 1950 – 2 de marzo de 2012) fue un conservacionista, ambientalista, explorador y autor de bestsellers internacionales. Fue, durante mucho tiempo, jefe de conservación en la reserva animal Thula Thula en Zululandia, Sudáfrica, y fundador de la Organización de la Tierra, un grupo ambientalista y conservacionista internacional independiente y registrado de forma privada con una fuerte orientación científica. Fue miembro internacional del estimado Explorers Club de Nueva York y miembro del Consejo Nacional de la Asociación de África Austral para el Avance de la Ciencia, la asociación científica más antigua de Sudáfrica.
Anthony tenía reputación de iniciativas de conservación audaces, incluido el rescate del Zoológico de Bagdad en el apogeo de la invasión de Irak por la Coalición encabezada por Estados Unidos en 2003, y negociaciones con el infame ejército rebelde del Ejército de Resistencia del Señor en Sudán del Sur, para crear conciencia sobre el medio ambiente y proteger especies en peligro de extinción, incluido el último rinoceronte blanco del norte.
Los detalles de sus actividades de conservación aparecieron con regularidad en medios regionales e internacionales, incluidos CNN, CBS, BBC, Al Jazeera y Sky TV, y aparecieron en revistas y diarios como Reader's Digest, the Smithsonian, el Explorers Journal, Africa Geographic, Men's Journal, Shape magazine, Elle magazine y otros.
Anthony murió de un ataque cardíaco a la edad de 61 años antes de su cena de gala de conservación prevista para marzo de 2012 en Durban para crear conciencia internacional sobre la crisis de la caza furtiva de rinocerontes y lanzar su nuevo libro, The Last Rhinos: My Battle to Save One of the World's Greatest Creatures (Los últimos rinocerontes: mi batalla para salvar a una de las más grandes criaturas del mundo). Después de su muerte, hubo informes de que algunos de los elefantes que trabajaron para salvar llegaron a la casa de su familia de acuerdo con la forma en que los elefantes suelen llorar la muerte de uno de los suyos.

## Biografía
Anthony nació en Johannesburgo, Sudáfrica. En la década de 1920, su abuelo, que era minero en Berwick-upon-Tweed, Inglaterra, había emigrado a la zona para trabajar en las minas de oro. Su padre, que dirigía una empresa de seguros, se dedicó a establecer nuevas oficinas en todo el sur de África; Anthony se crio en la zona rural de Rhodesia (ahora llamada Zimbabwe), Zambia y Malawi, antes de establecerse en Zululandia, Sudáfrica.
Siguiendo a su padre, Anthony también comenzó su carrera en el sector de los seguros, aunque posteriormente empezó a trabajar en el negocio de promoción inmobiliaria. Mientras tanto, comenzó a trabajar con las tribus zulúes; a mediados de la década de 1990, su pasión por la selva africana lo inspiró a cambiar de carrera, cuando compró la reserva de caza Thula Thula, extendida sobre 5.000 acres en KwaZulu-Natal, comenzando su carrera como conservacionista. Un punto de inflexión en su carrera se produjo cuando un grupo conservacionista lo llamó para rescatar a un grupo de nueve elefantes que habían escapado de su recinto y estaban causando estragos en el norte de Mpumalanga, y estaban a punto de ser fusilados. Trató de comunicarse con la matriarca de la manada a través del tono de su voz y su lenguaje corporal, finalmente los rescató y los llevó a la reserva, y con el tiempo llegó a ser conocido como "El susurrador de elefantes".
En los años siguientes, creó un grupo conservacionista, The Earth Organization en 2003, y sus esfuerzos condujeron al establecimiento de dos nuevas reservas, la Royal Zulu Biosphere en Zululand y la Mayibuye Game Reserve en Kwa Ximba, destinadas a proporcionar a las tribus locales ingresos a través del turismo de vida silvestre.
Anthony estaba casado con Francoise Malby y vivía en la reserva de caza Thula Thula en Zululandia. Tiene dos hijos (Dylan y Jason) y dos nietos. Francoise Malby Anthony también escribió relatos de su trabajo con los elefantes.
Después de su muerte, un grupo de elefantes salvajes a los que él había ayudado a rescatar y rehabilitar caminaron solos hasta su casa y permanecieron en aparente vigilia durante dos días, antes de dispersarse.
En abril de 2012, la Facultad de Agricultura, Ingeniería y Ciencias de la Universidad de KwaZulu-Natal le otorgó póstumamente el título de Doctor honorario en Ciencias.

## Zoológico de Bagdad

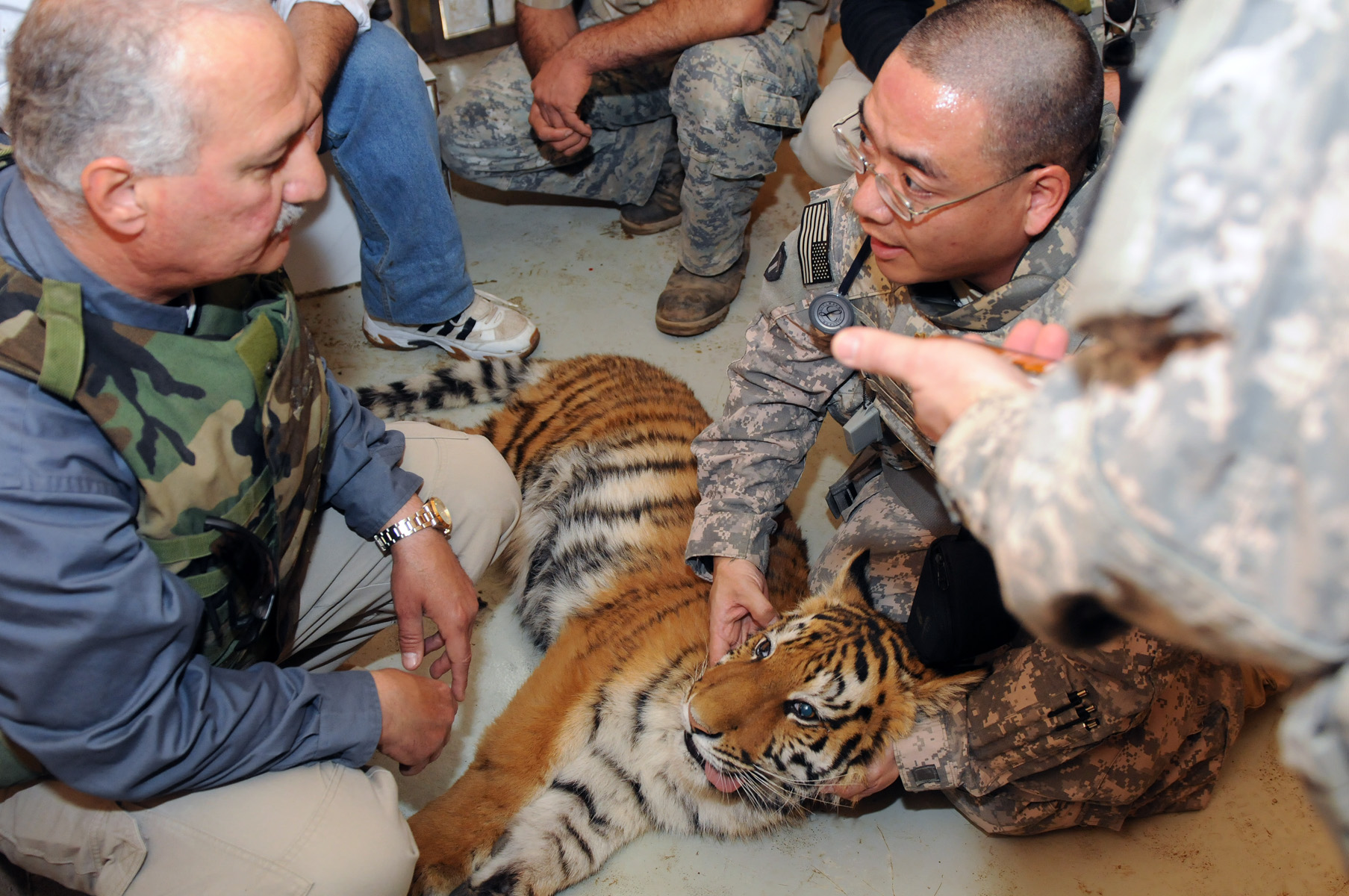
A tiger cub at the Baghdad Zoo, which Anthony helped rescue, being given a medical check-up by US Army Doctors

El zoológico de Bagdad era el zoológico más grande de Medio Oriente; sin embargo, ocho días después de la invasión de 2003, cuando Anthony llegó al zoológico en una iniciativa de rescate privada, de los 700 animales originales en el zoológico de Bagdad solo 35 sobrevivieron debido al bombardeo del zoológico, el saqueo de los animales para alimentarse y el hambre de los animales enjaulados sin comida ni agua. Anthony no pudo llegar al zoológico antes en el punto álgido de la guerra debido a problemas de seguridad, transporte y burocracia. Los animales que sobrevivieron tendieron a ser animales más grandes, incluidos osos, hienas, leones y tigres. En el caos de la guerra, Anthony utilizó mercenarios para ayudar a proteger el zoológico y cuidó a los animales con la ayuda de algunos de los cuidadores del zoológico, alimentando a los carnívoros comprando burros en las calles de Bagdad. Soldados del ejército estadounidense, civiles iraquíes y varios otros voluntarios, incluidos ex soldados de la Guardia Republicana, vinieron a ayudar. Finalmente, Paul Bremer, entonces jefe de la Autoridad Provisional de la Coalición, apoyó el zoológico y los ingenieros estadounidenses ayudaron a reabrirlo. Anthony escribió un libro sobre el rescate del zoológico de Bagdad en tiempos de guerra, y los derechos de la película han sido adquiridos por una importante productora de Hollywood.

## Conservación africana
Como experto en vida silvestre africana, Anthony estuvo involucrado durante mucho tiempo en programas para involucrar a tribus africanas remotas en la conservación de sus propias tierras tradicionales, una actividad que consideraba esencial para el bienestar futuro de la conservación en África. Había creado dos nuevas reservas de caza en Sudáfrica. La Biosfera Real Zulú en Zululandia, que se está expandiendo para unirse a la mundialmente famosa reserva Umfolozi Hluhluwe, y la Reserva de Caza Mayibuye en Kwa Ximba.
El enfoque privado de Anthony era la rehabilitación del elefante africano traumatizado. Había desarrollado una relación única con una manada de elefantes salvajes en la Reserva Thula Thula en Zululandia. El segundo libro de Anthony, The Elephant Whisperer (El susurrador de elefantes), cuenta la historia de su relación laboral con el elefante africano.
Anthony había formado parte del Comité Ejecutivo Nacional de Transición durante la transición del gobierno sudafricano desde el apartheid, en el panel de medios electrónicos que nombró a la junta directiva de la South African Broadcasting Corporation y en el comité que nombró a la Film Board of South Africa.

## Libros
Anthony es un autor de bestsellers y sus libros han sido traducidos a varios idiomas. Su cuñado, Graham Spence, fue coautor de sus tres libros.
El primer libro de Anthony, Babylon's Ark, publicado por Thomas Dunne Books, es la historia real del rescate del zoológico de Bagdad en tiempos de guerra. El Arca de Babilonia ha ganado premios literarios, incluido el Booklist Editors Choice en la categoría de libros para adultos para jóvenes, y el 28.º premio literario francés Prix Littéraire 30 millones de amigos, conocido popularmente como el Goncourt de los animales.
El segundo libro de Anthony, The Elephant Whisperer, publicado por Pan Macmillan, cuenta la historia de sus aventuras y su relación con una manada de elefantes africanos rescatados.
El tercer libro de Anthony, The Last Rhinos, publicado por Sidgwick & Jackson, es la historia real de la participación de Anthony para rescatar a los rinocerontes blancos del norte que quedan en la República Democrática del Congo.

## Premios y reconocimientos
- Miembro del consejo de gobierno de la Asociación de África Austral para el Avance de la Ciencia.